# Sem Dresden

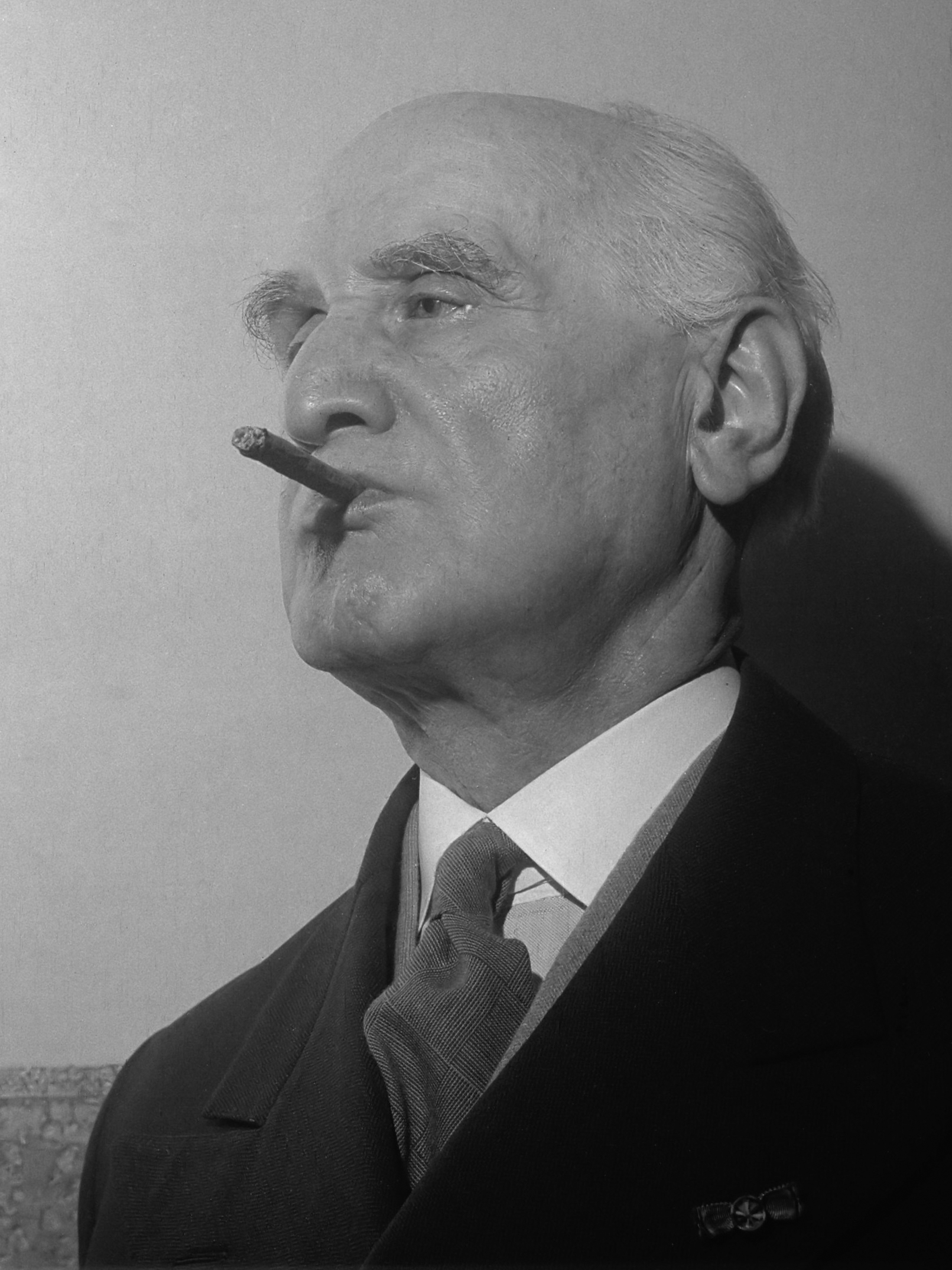
Sem Dresden (1956)

Sem Dresden (20. April 1881 in Amsterdam – 31. Juli 1957 in Den Haag) war ein niederländischer Komponist und Dirigent.

## Leben
Dresden studierte bei Bernard Zweers am Konservatorium von Amsterdam und bei Hans Pfitzner in Deutschland. Von 1924 bis 1937 war er Direktor des Amsterdamer Konservatoriums, danach Direktor des Den Haager Konservatoriums. Nach der deutschen Besetzung der Niederlande wurde er von den niederländischen Kollaborateuren gezwungen, aufgrund seiner jüdischen Herkunft das Amt abzugeben, das er dann noch einmal von 1945 bis 1949 innehatte.
Sein Werk umfasst u. a. Chorus tragicus für Chor und Orchester, Variationen für Orchester, ein Violinkonzert, eine Sinfonietta für Klarinette und Orchester, sowie zahlreiche kammermusikalische Werke.
Laut Niederländischem Musikinstitut hatte seine Tätigkeit als Musiker, Lehrer, Administrator und Autor großen Einfluss auf das niederländische Musikleben. Er war in zahlreichen Gremien und Kommissionen vertreten und Vorstandsmitglied einer Reihe von Musikorganisationen. Seine Beiträge wurden in Tageszeitungen, wie De Amsterdammer und De Telegraaf, veröffentlicht und erschienen 1953 in der Essaysammlung Stromingen en Tegenstromingen in de Muziek (Strömungen und Gegenströmungen der Musik). Seine Algemene Muziekleer (Allgemeine Musiklehre) erreichte elf Neuauflagen. Zu seinen Schülern zählten Eduard van Beinum, Cor de Groot, Marius Monnikendam, Jan Mul, Willem van Otterloo, Leo Smit und die Komponistin Rosy Wertheim.
Sem Dresden ist Vater des gleichnamigen Schriftstellers Sem Dresden (1914–2002).

## Kompositionen (Auswahl)

### Orchesterwerke
- 1913: Thema en veranderingen  für großes Orchester
- 1936: Concerto Nr. 1, für Violine und Orchester
- 1938: Symphonietta, für Klarinette und Orchester
- 1939: Concerto, für Oboe und Orchester
- 1942: Concerto Nr. 2, für Violine und Orchester
- 1942: Concerto, für Piano und Orchester
- 1949: Concerto, für Querflöte und Orchester
- 1951: Dansflitsen (Dance flashes), Suite für Orchester
- 1953: Concerto, für Orgel und Orchester

### Kantaten, Oratorien und geistliche Musik
- 1939: O Kerstnacht
- 1943: Assumpta est Maria
- 1953: Saint Antoine, Oratorium
- 1955: Carnavals Cantate für Männerchor und Orchester
- 1956: Sint Joris, Oratorium

### Musiktheater
- 1945: Toto, Operette
- 1957: François Villon, Oper (orchestriert von Jan Mul)

### Chorwerk und Vokalmusik
- 1905: Drie liedjes, Drei Lieder für mittlere Stimme – Text: Jacques Perk
- 1919: Wachterlied, für gemischten Chor à capella
- 1927: Chorus Tragicus
- 1953: Den aap en de katte (Der Affe und die Katze), für Männerchor à capella – Text: Joost van den Vondel
- 1956: Rembrandts Saul en David, für Sopran und Orchester

### Kammermusik
- 1905: Sonate, für Violine und Klavier
- 1911: Sextet, für Streicher und Klavier
- 1911–1920: Suites No. 1-3 für Klavier und Violine
- 1912: Trio, für zwei Oboen und ein Englischhorn
- 1914: Drie sextetten, für Bläser und Klavier
- 1918: Sonate, für Cello und Klavier
- 1918: Sonate, für Querflöte und Harfe
- 1924: Strijkkwartet nr. 1 [Streichquartett]
- 1924: Strijkkwartet nr. 2 [Streichquartett]

### Werke für Klavier und Orgel
- 1914: Duo, für zwei Klaviere
- 1950: Hor ai dolor, das zweite Stück aus der Reihe Hommage à Willem Pijper
- o. J.: Toccata, koraal & Fuga, dt.: Toccata, Choral und Fuge